# Trường Đại học Nông Lâm Thành phố Hồ Chí Minh
Trường Đại học Nông Lâm Thành phố Hồ Chí Minh là một trường đại học đa ngành tại Việt Nam, chuyên đào tạo và nghiên cứu nhóm ngành nông – lâm – ngư nghiệp. Trường trực thuộc Bộ Giáo dục và Đào tạo thành lập trên cơ sở Trường Quốc gia Nông Lâm Mục Bảo Lộc được thành lập từ năm 1955. Trong quá trình phát triển, trường từng là thành viên trong hệ thống Đại học Quốc gia nhưng sau đó được tách ra cho đến ngày nay.

## Lịch sử
Năm 1954, xây dựng Trường Quốc gia Nông Lâm Mục Bảo Lộc, tiền thân của Trường Đại học Nông Lâm TPHCM.
Ngày 19 tháng 11 năm 1955, thành lập Trường Quốc gia Nông Lâm Mục Bảo Lộc và tuyển sinh khóa đầu tiên, 60 sinh viên trúng tuyển trên 1200 thí sinh dự thi đại học.
Năm 1963, trường đổi tên thành Cao đẳng Nông Lâm Súc.
Năm 1972, trường đổi tên thành Học viện Nông nghiệp.
Năm 1974, trường đổi tên thành Đại học Nông nghiệp Sài Gòn thuộc Viện Đại học Bách khoa Thủ Đức.
Cuối năm 1975, trường đổi tên thành Đại học Nông nghiệp 4.
Năm 1985, Trường Đại học Nông Lâm Nghiệp Thành phố Hồ Chí Minh trên cơ sở sáp nhập trường Đại học Nông nghiệp 4 và Cao đẳng Lâm nghiệp (ở Trảng Bom, Đồng Nai).
Năm 1995, theo quyết định của Thủ tướng Chính phủ, Trường Đại học Nông Lâm nghiệp TPHCM là thành viên của Đại học Quốc gia TPHCM.
Cuối năm 2000, Trường Đại học Nông Lâm nghiệp TP.HCM được tách ra khỏi Đại học Quốc gia TP. HCM và trực thuộc Bộ Giáo dục và Đào tạo, đồng thời đổi tên trường thành Trường Đại học Nông Lâm Thành phố Hồ Chí Minh.

## Chất lượng đào tạo

### Đội ngũ giảng viên
Tính đến nay nhà trường có trên 824 cán bộ viên chức, trong đó 551 giảng viên: gồm 04 giáo sư, 31 phó giáo sư, 116 tiến sĩ, 341 thạc sĩ, 59 đại học.

## Nhiệm vụ chính
- Đào tạo cán bộ kỹ thuật có trình độ đại học và sau đại học về nông nghiệp và các lĩnh vực liên quan.
- Từ năm 2000, trường mở rộng đào tạo sang các lãnh vực khác như: Công nghệ Thông tin, Công nghệ Môi trường, Công nghệ Sinh học, Ngoại ngữ và Sư phạm Kỹ thuật Nông nghiệp, Công nghệ Ô tô, Công nghệ Nhiệt lạnh, Cơ điện tử, Điều khiển Tự động.
- Thực hiện các nghiên cứu khoa học và hợp tác nghiên cứu với các đơn vị trong và ngoài nước.

## Tuyển sinh
| STT | Chương trình đại trà cơ sở Thủ Đức | Chương trình đại trà cơ sở Gia Lai | Chương trình đại trà cơ sở Ninh Thuận | Chương trình chất lượng cao cơ sở Thủ Đức | Chương trình tiên tiến cơ sở Thủ Đức | Chương trình liên kết cơ sở Thủ Đức |
| --- | --- | ---------------------------------- | ------------------------------------- | ----------------------------------------- | ------------------------------------ | --- |
| 1   | Công nghệ kỹ thuật cơ khí gồm các chuyên ngành: - Cơ khí bảo quản NSTP - Cơ khí nông lâm                                                                                  | Kế toán                            | Quản trị kinh doanh                   | Quản trị kinh doanh                       | Bác sĩ thú y                         | Chương trình 1.5 + 1.5, Liên kết giữa Đại học Nông Lâm TPHCM và Đại học Newcastle, Úc: Cử nhân Công nghệ sinh học                                           |
| 2   | Công nghệ kỹ thuật cơ điện tử | Quản trị kinh doanh                | Kế toán                               | Công nghệ sinh học                        | Công nghệ thực phẩm                  | Chương trình 1.5 + 1.5, Liên kết giữa Đại học Nông Lâm TPHCM và Đại học Newcastle, Úc: Cử nhân Thương mại quốc tế                                           |
| 3   | Công nghệ kỹ thuật ôtô | Công nghệ thông tin                | Nông học                              | Công nghệ kỹ thuật cơ khí                 |                                      | Chương trình 1.5 + 1.5, Liên kết giữa Đại học Nông Lâm TPHCM và Đại học Newcastle, Úc: Cử nhân Công nghệ thông tin                                          |
| 4   | Công nghệ kỹ thuật nhiệt | Công nghệ thực phẩm                | Nuôi trồng thủy sản                   | Công nghệ thực phẩm                       |                                      | Chương trình 1.5 + 1.5, Liên kết giữa Đại học Nông Lâm TPHCM và Đại học Newcastle, Úc: Cử nhân Kinh doanh quốc tế                                           |
| 5   | Kỹ thuật điều khiển và tự động hóa | Lâm học                            | Thú y                                 |                                           |                                      | Chương trình 1.5 + 1.5, Liên kết giữa Đại học Nông Lâm TPHCM và Đại học Newcastle, Úc: Cử nhân Khoa học và quản lý môi trường                               |
| 6   | Công nghệ kỹ thuật năng lượng tái tạo | Nông học                           | Công nghệ kỹ thuật năng lượng tái tạo |                                           |                                      | Chương trình 2 + 2, Liên kết giữa Đại học Nông Lâm TPHCM và Đại học Van Hall Larenstein, Hà Lan: Cử nhân Thương mại và Kinh doanh nông nghiệp quốc tế       |
| 7   | Công nghệ Thông tin | Thú y                              | Công nghệ thực phẩm                   |                                           |                                      | Chương trình 2 + 2, Liên kết giữa Đại học Nông Lâm TPHCM và Đại học Van Hall Larenstein, Hà Lan: Cử nhân Công nghệ sản xuất rau hoa quả và tiếp thị quốc tế |
| 8   | Quản lý đất đai gồm các chuyên ngành: - Quản lý đất đai - Công nghệ địa chính - Địa chính và quản lý đô thị                                                               | Quản lý đất đai                    | Ngôn ngữ Anh                          |                                           |                                      | |
| 9   | Bất động sản |                                    | Công nghệ sinh học                    |                                           |                                      | |
| 10  | Công nghệ chế biến lâm sản gồm các chuyên ngành: - Chế biến lâm sản - Công nghệ gỗ - giấy - Thiết kế đồ gỗ nội thất                                                       |                                    | Công nghệ thông tin                   |                                           |                                      | |
| 11  | Lâm học gồm các chuyên ngành: - Lâm sinh - Nông Lâm kết hợp |                                    | Giáo dục mầm non                      |                                           |                                      | |
| 12  | Quản lý tài nguyên rừng |                                    |                                       |                                           |                                      | |
| 13  | Lâm nghiệp đô thị |                                    |                                       |                                           |                                      | |
| 14  | Công nghệ kỹ thuật hóa học gồm các chuyên ngành: - Hóa thực phẩm và hệ thống dược - Hóa sinh - Chuyển đổi sinh khối và tinh chế                                           |                                    |                                       |                                           |                                      | |
| 15  | Công nghệ thực phẩm gồm các chuyên ngành: - Bảo quản chế biến nông sản thực phẩm - Bảo quản chế biến NSTP và dinh dưỡng người - Bảo quản chế biến NS và vi sinh thực phẩm |                                    |                                       |                                           |                                      | |
| 16  | Chăn nuôi gồm các chuyên ngành: - Công nghệ sản xuất động vật - Công nghệ sản xuất thức ăn chăn nuôi                                                                      |                                    |                                       |                                           |                                      | |
| 17  | Thú y gồm các chuyên ngành: - Bác sĩ thú y - Dược thú y |                                    |                                       |                                           |                                      | |
| 18  | Nông học |                                    |                                       |                                           |                                      | |
| 19  | Bảo vệ thực vật |                                    |                                       |                                           |                                      | |
| 20  | Công nghệ Sinh học gồm các chuyên ngành: - Công nghệ Sinh học - Công nghệ Sinh học môi trường                                                                             |                                    |                                       |                                           |                                      | |
| 21  | Kỹ thuật Môi trường |                                    |                                       |                                           |                                      | |
| 22  | Quản lý tài nguyên và môi trường |                                    |                                       |                                           |                                      | |
| 23  | Khoa học Môi trường |                                    |                                       |                                           |                                      | |
| 24  | Hệ thống thông tin |                                    |                                       |                                           |                                      | |
| 25  | Tài nguyên và du lịch sinh thái |                                    |                                       |                                           |                                      | |
| 26  | Cảnh quan và kỹ thuật hoa viên |                                    |                                       |                                           |                                      | |
| 27  | Nuôi trồng thủy sản gồm các chuyên ngành: - Nuôi trồng thủy sản - Ngư y (Bệnh học thủy sản) - Kinh tế - quản lý nuôi trồng thủy sản                                       |                                    |                                       |                                           |                                      | |
| 28  | Công nghệ chế biến thủy sản |                                    |                                       |                                           |                                      | |
| 29  | Sư phạm kỹ thuật nông nghiệp |                                    |                                       |                                           |                                      | |
| 30  | Ngôn ngữ Anh |                                    |                                       |                                           |                                      | |
| 31  | Kinh tế gồm các chuyên ngành: - Kinh tế nông lâm - Kinh tế tài nguyên Môi trường                                                                                          |                                    |                                       |                                           |                                      | |
| 32  | Quản trị kinh doanh gồm các chuyên ngành: - Quản trị Kinh doanh (tổng hợp) - Quản trị Kinh doanh thương mại - Quản trị Tài chính                                          |                                    |                                       |                                           |                                      | |
| 33  | Kinh doanh nông nghiệp |                                    |                                       |                                           |                                      | |
| 34  | Phát triển nông thôn |                                    |                                       |                                           |                                      | |
| 35  | Kế toán |                                    |                                       |                                           |                                      | |

## Tuyển sinh sau đại học
Bậc Thạc sĩ theo hai định hướng: định hướng nghiên cứu và định hướng ứng dụng. Gồm các chuyên ngành: Quản lý Kinh tế, Công nghệ Sinh học, Kỹ thuật Cơ khí, Kỹ thuật Môi trường, Kỹ thuật Hóa học, Công nghệ Thực phẩm, Công nghệ Chế biến Lâm sản, Chăn nuôi, Khoa học Cây trồng, Bảo vệ Thực vật, Kinh tế Nông nghiệp, Lâm học, Nuôi trồng Thủy sản, Thú y, Quản lý Tài nguyên và Môi trường, Quản lý Đất đai. Thời gian đào tạo trình độ Thạc sĩ là 1.5 năm (18 tháng), tối đa là 3 năm (36 tháng).
Bậc Tiến sĩ gồm các chuyên ngành: Bảo vệ Thực vật, Bệnh lý học và chữa bệnh vật nuôi, Chăn nuôi, Công nghệ Sinh học, Công nghệ Thực phẩm, Khoa học Cây trồng, Kinh tế Nông nghiệp, Kỹ thuật Chế biến Lâm sản, Kỹ thuật Cơ khí, Lâm sinh, Nuôi trồng Thủy sản, Quản lý Tài nguyên và Môi trường. Để lấy bằng Tiến sĩ, sinh viên phải học thêm 4 năm sau khi có bằng Thạc sĩ.
Chương trình đào tạo của trường Đại học Nông Lâm TP. Hồ Chí Minh mang tính liên ngành nhằm mục đích cung cấp kiến thức đa dạng, phong phú cho sinh viên. Hàng năm, học kỳ 1 bắt đầu từ tháng 9 đến tháng 1, và học kỳ 2 từ tháng 1 đến tháng 7, học kì 3 bắt đầu từ tháng 7 đến tháng 9. Mỗi học kỳ kéo dài 18 tuần. Chương trình học kéo dài trong 3 - 4 năm.

## Nghiên cứu khoa học

### Nông học
- Tuyển chọn và phổ biến các giống lúa, ngô, sắn, khoai lang, lạc, đậu nành, đậu xanh, rau, hoa.
- Tuyển chọn các giống cây công nghiệp mía, cà phê, ca cao.
- Nghiên cứu sâu bệnh hại lúa, rau cải, thuốc lá, cà phê, cao su, cây ăn trái và các biện pháp phòng trừ.
- Nghiên cứu quản lý nước và đất; Nghiên cứu các hệ thống canh tác tại miền Đông Nam Bộ.
- Nghiên cứu dư lượng thuốc bảo vệ thực vật trong nông sản và môi trường
- Nghiên cứu các kỹ thuật tưới tiêu, kỹ thuật phân bón cho cây trồng
- Thiết lập bản đồ nông hóa thổ nhưỡng, bản đồ quy hoạch và sử dụng đất.

### Chăn nuôi - Thú y
- Nghiên cứu sự thích nghi của các giống gia súc nhập nội như heo, gà, bò sữa,... ở miền Nam Việt Nam
- Nghiên cứu dinh dưỡng cho bò sữa, heo và gia cầm.
- Nghiên cứu dịch tễ học của vật nuôi.
- Nghiên cứu các bệnh thường gặp ở trâu, bò, heo và gà.
- Sử dụng chất thải trong chăn nuôi để tạo năng lượng.
- Nghiên cứu dư lượng các chất kháng sinh, hormon... trong thịt, sữa và trứng.

### Lâm nghiệp
- Nghiên cứu trồng rừng trên các vùng đất hoang hóa, thuộc vùng cao và đất ướt; Nghiên cứu quản lý tài nguyên rừng.
- Nghiên cứu các kỹ thuật bảo quản, chế biến lâm sản.
- Nghiên cứu phổ biến các kỹ thuật nông lâm kết hợp.
- Nghiên cứu lâm nghiệp xã hội và lâm nghiệp đô thị.

### Thủy sản
- Thiết lập cơ sở dữ liệu cho việc phát triển bền vững nuôi trồng thủy sản và quản lý tài nguyên thủy sản thiên nhiên.
- Phát triển các mô hình quản lý bền vững tài nguyên thủy sản trong các thủy vực.
- Phát triển kỹ thuật nuôi thủy sản quy mô nhỏ phù hợp cho các vùng sinh thái khác nhau.
- Cải thiện chất lượng cá giống.

### Cơ khí Công nghệ
- Nghiên cứu giảng dạy ngành Công nghệ kỹ thuật ô tô.
- Nghiên cứu giảng dạy ngành Kỹ thuật cơ khí (cơ khí nông lâm và cơ khí chế biến bảo quản nông sản)
- Nghiên cứu giảng dạy ngành Cơ điện tử.
- Nghiên cứu giảng dạy ngành Điều khiển tự động.
- Nghiên cứu giảng dạy ngành Công nghệ kỹ thuật nhiệt.

### Kinh tế nông nghiệp
- Nghiên cứu về kinh tế nông trại.
- Nghiên cứu hiệu quả kinh tế của các hệ thống canh tác khác nhau.
- Nghiên cứu hiệu quả kinh tế sản xuất rau và gia súc, gia cầm vùng ngoại thành.
- Ngành điều khiển tự động 
- Công nghệ ô tô
- Cơ điện tử

### Công nghệ thực phẩm
- Nghiên cứu và phát triển kỹ thuật chế biến các sản phẩm từ thịt, cá.
- Nghiên cứu và phát triển kỹ thuật chế biến các loại rau và trái cây.
- Nghiên cứu các kỹ thuật bảo quản nông sản.
- Nghiên cứu kiểm tra chất lượng sản phẩm.

### Khoa học
- Nghiên cứu ứng dụng máy tính để thiết kế cải tiến chương trình giảng dạy các môn cơ bản.
- Nghiên cứu về nước.
- Kết hợp với các khoa khác hướng dẫn sinh viên làm đề tài tốt nghiệp.

### Môi trường
- Nghiên cứu đánh giá mức độ tạp nhiễm các chất có hại trong nông sản thực phẩm.
- Nghiên cứu các biện pháp xử lý hóa, lý hoặc sinh học các chất thải Công và Nông nghiệp 

### Ngoại ngữ
- Đảm nhận nghiên cứu khoa học cấp bộ, cấp trường liên quan đến giáo dục, tốt nghiệp và đào tạo tiếng Anh.

## Khuyến nông
Đại học Nông Lâm chuyển giao những kết quả nghiên cứu đã đạt được đến đối tượng sản xuất trong vùng và các vùng lân cận.
Việc phổ biến chuyển giao kỹ thuật của nhà trường thông qua các chương trình phát thanh, truyền hình, báo chí và tập san khoa học kỹ thuật của nhà trường, bên cạnh đó, nhà trường cũng hợp tác với địa phương để tổ chức các lớp tập huấn, đào tạo ngắn và dài hạn.

## Ban lãnh đạo
Ban lãnh đạo trường bao gồm:
- Ông Bùi Ngọc Hùng - Chủ tịch Hội đồng trường
- PGS.TS. Nguyễn Tất Toàn - Hiệu trưởng
- TS. Trần Đình Lý - Phó Hiệu trưởng
- PGS.TS. Phan Tại Huân - Phó Hiệu trưởng

## Hội đồng trường
Ông Bùi Ngọc Hùng - Chủ Tịch Hội Đồng Trường
Hội đồng Trường Trường Đại học Nông Lâm TP.HCM nhiệm kỳ 2020 - 2025
| TT | Họ và tên                | Chức vụ, đơn vị công tác                                                                                          |
| 1  | Ông Trần Văn Thịnh       | Vụ trưởng, Phó Chánh Văn phòng Ban cán sự Đảng                                                                    |
| 2  | Ông Nguyễn Tất Toàn      | Hiệu trưởng Trường Đại học Nông Lâm TP.HCM                                                                        |
| 3  | Ông Trần Đình Lý         | Phó Hiệu trưởng Trường Đại học Nông Lâm TP.HCM                                                                    |
| 4  | Ông Phan Tại Huân        | Phó Hiệu trưởng Trường Đại học Nông Lâm TP.HCM                                                                    |
| 5  | Bà Hoàng Thị Mỹ Hương    | Chủ tịch Công đoàn Trường Đại học Nông Lâm TP.HCM                                                                 |
| 6  | Bà Nguyễn Thị Mai        | Trưởng khoa Khoa học, Trường Đại học Nông Lâm TP.HCM                                                              |
| 7  | Ông Lê Quang Thông       | Trưởng khoa Chăn nuôi Thú y, Trường Đại học Nông Lâm TP.HCM                                                       |
| 8  | Ông Nguyễn Kim Lợi       | Giám đốc Trung tâm Nghiên cứu Biến đổi khí hậu, Trường Đại học Nông Lâm TP.HCM                                    |
| 9  | Ông Nguyễn Văn Minh      | Trưởng phòng Kế hoạch Tài chính, Trường Đại học Nông Lâm TP.HCM                                                   |
| 10 | Ông Bùi Cách Tuyến       | Nguyên Thứ trưởng Bộ TN&MT, Nguyên Hiệu trưởng Trường Đại học Nông Lâm TP.HCM                                     |
| 11 | Ông Nguyễn Hay           | Nguyên Hiệu trưởng, Giảng viên cao cấp Khoa Cơ khí Công nghệ, Trường Đại học Nông Lâm TP.HCM                      |
| 12 | Ông Huỳnh Thanh Hùng     | Nguyên Bí thư Đảng uỷ, Nguyên Quyền Hiệu trưởng, Giảng viên cao cấp Khoa Nông học, Trường Đại học Nông Lâm TP.HCM |
| 13 | Ông Bùi Văn Miên         | Nguyên trưởng Phòng QLNCKH, Trường Đại học Nông Lâm TP.HCM                                                        |
| 14 | Ông Mai Hùng Dũng        | Phó Chủ tịch thường trực UBND tỉnh Bình Dương                                                                     |
| 15 | Ông Nguyễn Đức Hiền      | Tổng Giám đốc Công ty Cổ phần Sản xuất kinh doanh vật tư và Thuốc thú y (Vemedic), Cần Thơ                        |
| 16 | Ông Bùi Ngọc Hoà         | Nguyên Ủy viên Ban cán sự Đảng, Nguyên Phó Chánh án Toà án nhân dân tối cao                                       |
| 17 | Ông Nguyễn Văn Lạng      | Nguyên Thứ trưởng Bộ Khoa học Công nghệ - Nguyên Chủ tịch UBND tỉnh ĐăkLăk                                        |
| 18 | Ông Phạm S               | Phó Chủ tịch Ủy ban Nhân dân tỉnh Lâm Đồng                                                                        |
| 19 | Ông Bạch Đoàn Quang Sang | Ủy viên Ban Chấp hành Đoàn trường khóa XIX, đại diện người học Trường Đại học Nông Lâm TP.HCM                     |
| 20 | Ông Kha Chấn Tuyền       | Phó trưởng khoa phụ trách Khoa Công nghệ Hóa học và Thực Phẩm, Trường Đại Học Nông Lâm TP. HCM                    |

### Hiệu trưởng qua các thời kỳ
- Vũ Ngọc Tân (Hiệu trưởng, 1955-1958, Trường Quốc gia Nông Lâm Mục Bảo Lộc được thành lập theo nghị định 112 BCN/NĐ ngày 19.11.1955 tại Bảo Lộc, Trường đào tạo ba ngành Nông Lâm Súc, gồm cấp cao đẳng và cấp trung đẳng)
- Phan Lương Báu (Hiệu trưởng, 1958-1962)
- Đặng Quan Điện (Hiệu trưởng, 1962-1964, Trường Cao đẳng Nông Lâm Mục Sài Gòn được đặt tên theo nghị định 1361 BCTNT/NĐ/HC ngày 26.3.1962, cải biến từ Trường Quốc gia Nông Lâm Mục Bảo Lộc)
- Tôn Thất Trình (Hiệu trưởng, 1964-1967)
- Vũ Ngọc Tân (Hiệu trưởng, 1967-1968).
- Bùi Huy Thục (Giám đốc, 1968-1970, Trung tâm Quốc gia Nông nghiệp được đặc tên theo sắc lệnh 158/SL/VHGD/TN ngày 9.11.1968 cải biến từ Trường Cao đẳng Nông Lâm Mục Sài Gòn)
- Phùng Trung Ngân (Giám đốc, 2-5/1970)
- Nguyễn Thành Hải (Giám đốc, 1970-1972)
- Nguyễn Thành Hải (Hiệu trưởng, 1972-1974, Học viện Quốc gia Nông nghiệp được đặt tên theo sắc lệnh 174/SL/GD ngày 29.11.1972. cải biến từ Trung tâm Quốc gia Nông nghiệp)
- Lê Văn Ký (Hiệu trưởng, 1974–1975, Trường Đại học Nông nghiệp thuộc Viện Đại học Bách Khoa Thủ Đức được đặt tên theo sắc lệnh 10/SL/VH-GDTN ngày 11.1.1974, do sự sáp nhập Học viện Quốc gia Nông nghiệp với Học viện Quốc gia Kỹ thuật và Ban Cao đẳng Sư phạm Kỹ thuật)
- Điền Văn Hưng (Hiệu trưởng, 1975-1976, Trường Đại học Nông nghiệp 4 được đặt tên theo quyết định của Bộ Nông nghiệp ngày 8. 12. 1976)
- Trần Hữu Khối (Phó Hiệu trưởng phụ trách, 1977-1979)
- Nguyễn Phan (Quyền Hiệu trưởng (1979- 1982)
- Nguyễn Văn Hanh (Quyền Hiệu trưởng 1982-1983, Hiệu trưởng 1985-1989, năm 1985 Trường Đại học Nông nghiệp 4 sáp nhập thêm Trường Cao đẳng Lâm nghiệp Trảng Bom, đổi tên thành Trường Đại học Nông Lâm TP. Hồ Chí Minh)
- Đoàn Văn Điện (Hiệu trưởng, 1989 - 1994)
- Dương Thanh Liêm (Hiệu trưởng, 1994-1998; năm 1995-2000 Trường Đại học Nông Lâm TP. Hồ Chí Minh sáp nhập vào Trường Đại học Quốc gia thành phố Hồ Chí Minh)
- Bùi Cách Tuyến (Hiệu trưởng, 1998 - 2007; từ năm 2000 Trường Đại học Nông Lâm TP. Hồ Chí Minh tách ra khỏi Trường Đại học Quốc gia thành phố Hồ Chí Minh và trực thuộc Bộ Giáo dục và Đào tạo).
- Trịnh Trường Giang (Hiệu trưởng, 2007-2012)
- Nguyễn Hay (Hiệu trưởng, 2012-2020)
- Huỳnh Thanh Hùng (Quyền Hiệu trưởng, 2021 - 2024)
- Nguyễn Tất Toàn (Hiệu trưởng, 2024 - nay)

### Hợp tác trong nước
Trường Đại học Nông Lâm Thành phố Hồ Chí Minh có quan hệ hợp tác chặt chẽ với hầu hết các Trường và các Viện trong ngành nông nghiệp Việt Nam như: Viện Khoa học Nông nghiệp Việt Nam, Viện Khoa học Kỹ thuật Nông nghiệp Miền Nam, Viện Lúa đồng bằng sông Cửu Long, Viện Sinh học Nhiệt đới, Viện Nghiên cứu Cao su Việt Nam, Viện Khoa học Lâm nghiệp Việt Nam, Viện nghiên cứu Cây ăn quả miền Nam, Viện nghiên cứu Nông Lâm nghiệp Tây Nguyên, Trung tâm Dâu Tằm Tơ Bảo Lộc, các sở nông nghiệp và phát triển nông thôn, Sở Khoa học Công nghệ và Môi trường, Trung tâm Khuyến nông của các tỉnh.

### Hợp tác Quốc tế
A. Các Trường Đại học và Viện Nghiên cứu của nhiều nước trên thế giới, như:
- Anh: Các đại học Aberystwyth (Wales), Reading, Nottingham
- Bỉ: Đại học Louvain la Neuve.
- Canada: Các đại học Guelph, Laval, Sherbroke.
- Đan Mạch: Đại học Aarhus.
- Đài Loan: Đại học Quốc gia Chung Hsing.
- Đức: Viện Nghiên cứu Lâm nghiệp Rheinland Pfalz
- Hà Lan: Đại học Wageningen, Trường Quốc tế Nông nghiệp Larenstein.
- Malaysia: Đại học Putra Malaysia.
- Hàn Quốc: Đại học Sungkyunkwan
- Na Uy: Đại học Oslo
- Mỹ: Đại học Auburn, Trung tâm Đông Tây Hawaii, Đại học tiểu bang Louisiana, Đại học Hawaii ở Manoa, Đại học Texas Tech., Đại học Texas A&M, UC Davis, Oregon State University
- Nhật Bản: Các đại học Meiji, Kobe, Osaka, Ehime.
- Pháp: Viện Quốc gia Nông nghiệp - Paris Grignon, các trường Quốc gia về Thú y ở Alfort, ở Lyon, ở Toulouse, ở Nante, ở Montpellier và ENSIA - SIARC, Đại học Bordeaux 1, Đại học Tours, Đại học Purpan (Toulouse)
- Philippines: Các đại học Trung tâm Luzon, Silliman, Philippines tại Los-Banos, Đại học Philippines ở Diliman.
- Thái Lan: Các đại học Chiang Mai, Kasetsart, Khon Kaen, Viện nghiên cứu Hoàng gia Mongkut Thonburi
- Thụy Điển: Đại học Khoa học Nông nghiệp Thụy Điển (SLU).
- Úc: Các đại học Melbourne, New England, New South Wales, James Cook, Queesland, Newcastle

B. Các Viện Nghiên cứu Quốc tế, Tổ chức Quốc tế và Tổ chức phi chính phủ: AAACU, ACIAR, AIT, AVDRC, AUPELF-UREF, BIOTROP, CIAT, CIDSE, CIP, CIRAD, CSIRO, CSI, ESCAP-CGPRT, FAO, FFTC, Ford Foundation, GTZ, HELVETAS, IDRC, IFS, IPGRI, IRRI, JDC, KWT, MCC, SAREC, SDC, SEARCA, SECID, SIDA, Tree Link,..

## Thành tích trường
- Huân chương Lao động Hạng ba năm 1985.
- Huân chương Lao động Hạng nhất năm 2000.
- Huân chương Độc lập Hạng ba năm 2005.

## Sinh viên & cựu sinh viên nổi tiếng
- Nguyễn Thái Bình: Anh hùng Lực lượng Vũ trang Nhân dân.
- Đào Tấn Lộc: Nguyên Chủ tịch Ủy ban nhân dân tỉnh Phú Yên, Nguyên Bí thư Tỉnh ủy Phú Yên, Nguyên Đại biểu Quốc hội Việt Nam khóa XIII tỉnh Phú Yên, Nguyên Chủ tịch Hội đồng nhân dân tỉnh Phú Yên.
- Phan Thị Mỹ Thanh: Nguyên Trưởng Đoàn Đại biểu Quốc hội khóa XIV tỉnh Đồng Nai, Nguyên Phó Bí thư Tỉnh ủy Đồng Nai, Nguyên Ủy viên Ủy ban Đối ngoại của Quốc hội khóa XIV, Nguyên Đại biểu Quốc hội Việt Nam khóa XIV tỉnh Đồng Nai.
- Trần Quốc Nam: Nguyên Phó Chủ tịch Ủy ban nhân dân tỉnh Ninh Thuận, Nguyên Trưởng ban Tổ chức Tỉnh ủy Ninh Thuận, Nguyên Thường vụ Tỉnh ủy tỉnh Ninh Thuận, Nguyên Tỉnh ủy viên tỉnh Ninh Thuận, Nguyên Chánh Văn phòng Ủy ban nhân dân tỉnh Ninh Thuận, Phó Bí thư Tỉnh ủy tỉnh Ninh Thuận, Bí thư Ban Cán sự Đảng tỉnh Ninh Thuận, Chủ tịch Ủy ban nhân dân tỉnh Ninh Thuận và kiêm nhiệm các vị trí lãnh đạo hành pháp tỉnh Ninh Thuận.
- Nguyễn Văn Thông: Chủ tịch kiêm Tổng giám đốc Tập đoàn Thiên An Holdings.
- Huỳnh Thanh Vạn: Chủ tịch HĐQT Công ty CP S Furniture, Phó Chủ tịch Hội Doanh nhân Trẻ tỉnh Bình Dương.
- Nguyễn Thị Hồng Trang: MC, Top 10 Gương Mặt Truyền Hình 2018, Giải triển vọng, Top 8 cuộc Én Sinh Viên miền Nam 2018, Giải 3 Mic Vàng toàn Thành 2016, Thí sinh được yêu thích nhất Mic Vàng 2016, Quán quân Người dẫn chương trình ECO năm 2014 (MC Nữ).
- Huỳnh Minh Kiên: Á hậu 2 Hoa hậu Thế giới Việt Nam 2023, Top 16 Người đẹp Nhân ái Hoa hậu Thế giới Việt Nam 2023, Top 5 Người đẹp Thời trang Hoa hậu Thế giới Việt Nam 2023, Top 5 Người đẹp Thể thao Hoa hậu Thế giới Việt Nam 2023, Top 10 Người đẹp Bản lĩnh Hoa hậu Thế giới Việt Nam 2023.
- Nguyễn Thị Xuân Mai: Người mẫu, Hoa hậu Miss Teen United Nations 2023, Người đẹp Áo dài, Top 5 Nét đẹp Thiếu nữ Việt 2022, Top 5 chung khảo Miss Eco Teen 2022, Top 19 Miss Eco Teen 2022, Top 25 Miss Teen International 2021.